# Sedamai
Sedamai is een bestuurslaag in het regentschap Lingga van de provincie Riau-archipel, Indonesië. Sedamai telt 702 inwoners (volkstelling 2010).